# Municipio de Odee
El municipio de Odee (en inglés: Odee Township) es un municipio ubicado en el condado de Meade en el estado estadounidense de Kansas. En el año 2010 tenía una población de 37 habitantes y una densidad poblacional de 0,15 personas por km².

## Geografía
El municipio de Odee se encuentra ubicado en las coordenadas 37°4′26″N 100°22′36″O / 37.07389, -100.37667. Según la Oficina del Censo de los Estados Unidos, el municipio tiene una superficie total de 246.32 km², de la cual 246 km² corresponden a tierra firme y (0,13 %) 0,33 km² es agua.

## Demografía
Según el censo de 2010, había 37 personas residiendo en el municipio de Odee. La densidad de población era de 0,15 hab./km². De los 37 habitantes, el municipio de Odee estaba compuesto por el 100 % blancos. Del total de la población el 0 % eran hispanos o latinos de cualquier raza.